# غرفة العمليات (مستشفى)

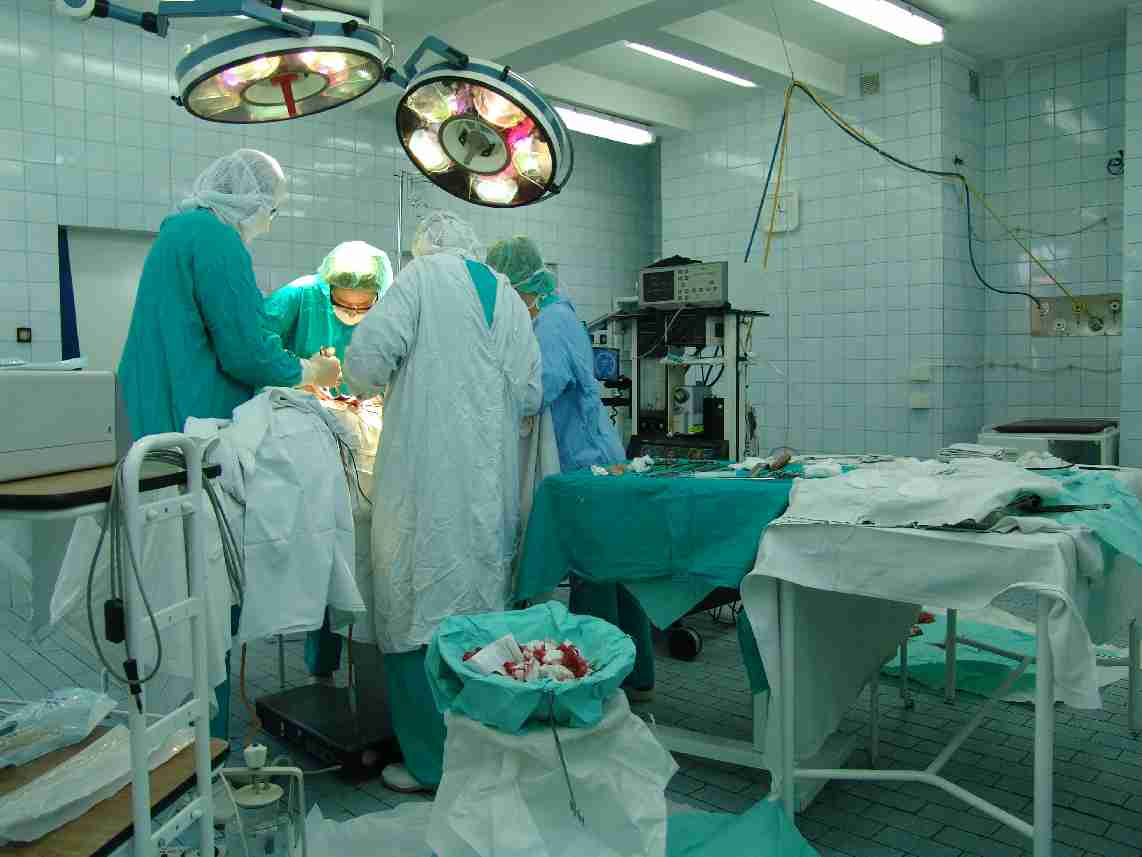
داخل غرفة العمليات الحديثة

غرفة العمليات (بالإنجليزية: Operation Room)‏، جناح العمليات، أو مسرح العمليات هي منشأة تكون داخل المستشفى حيث يتم إجراء العمليات الجراحية في بيئة معقمة.
قديما، يشير مصطلح "غرفة العمليات" إلى مسرح أو مدرج غير معقم ومتدرج حيث يمكن للطلاب والمتفرجين الآخرين مشاهدة الجراحين وهم يقومون بإجراء الجراحة. عادة ما تكون غرف العمليات المعاصرة خالية من تجهيزات المسرح، مما يجعل مصطلح "مسرح العمليات" تسمية خاطئة حديثا.

## الوصف
غرف العمليات يجب ان تكون واسعة، فهي غرفة نظيفة، ومضاءة جيدًا، عادةً مع أضواء جراحية علوية، وقد تحتوي على شاشات عرض وشاشات. غرف العمليات بشكل عام بلا نوافذ، على الرغم من ذلك الان أصبحت النوافذأكثر انتشارًا في المسارح المبنية حديثًا لتزويد الفرق السريرية بالضوء الطبيعي، وتتميز بدرجة حرارة ورطوبة يمكن التحكم فيها. تقوم معالجات الهواء الخاصة بتصفية الهواء والحفاظ على ضغط مرتفع قليلاً. كما وتحتوي الشبكة الكهربائية على أنظمة احتياطية في حالة انقطاع التيار الكهربائي. يتم تزويد الغرف بشفط الجدار والأكسجين وربما غازات التخدير الأخرى.
تتكون المعدات الرئيسية من طاولة العمليات وعربة التخدير. بالإضافة إلى ذلك، هناك طاولات لإعداد الأدوات. وتوجد مساحة تخزين للمستلزمات الجراحية الشائعة. هناك حاويات للمستهلكات. خارج غرفة العمليات، أو في بعض الأحيان يتم دمجها بداخلها، توجد منطقة تنظيف مخصصة يستخدمها الجراحون وأطباء التخدير وممارسو قسم العمليات والممرضات قبل الجراحة. ستحتوي غرفة العمليات على خريطة لتمكين منظف المحطة من إعادة ضبط طاولة العمليات والمعدات على التصميم المطلوب أثناء التنظيف. يتم دعم غرف العمليات عادةً بغرفة التخدير وغرفة التحضير وغرفة التنظيف وغرفة المرافق القذرة.
تعد غرف العمليات الجراحية جزء هام من مجموعة الغرف المخصصة للعمليات التي تشكل قسما متميزا داخل المنشأة الصحية. ويحتوي إلى جانب غرف العمليات وغرف غسيلها، على غرف لتبديل الملابس والاغتسال والراحة، وغرف للتحضير والتعافي، ومرافق للتخزين والتنظيف، ومكاتب، وممرات مخصصة، وربما وحدات داعمة أخرى. في المرافق الأكبر حجمًا، يتم التحكم في مجموعة التشغيل من حيث المناخ والهواء، ويتم فصلها عن الأقسام الأخرى بحيث لا يتمكن سوى الموظفين المصرح لهم من الوصول إليها.

### تجهيزات غرفة العمليات

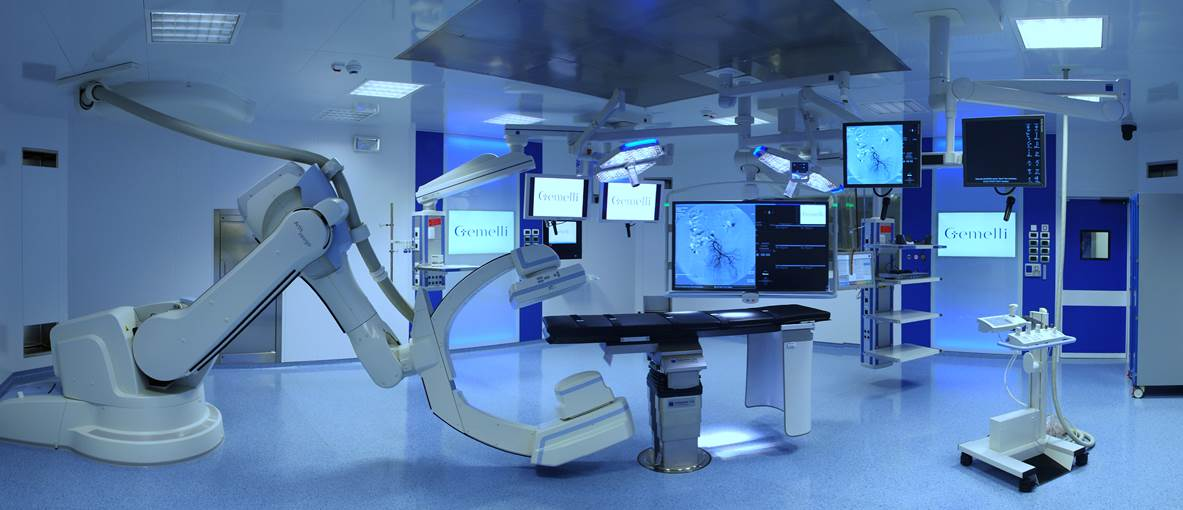
غرفة العمليات الهجينة لجراحة القلب والأوعية الدموية في مستشفى جيميلي في روما

يمكن رفع طاولة العمليات الموجودة في وسط الغرفة وخفضها وإمالتها في أي اتجاه.
توجد أضواء غرفة العمليات فوق الطاولة لتوفير ضوء ساطع، بدون ظلال، أثناء الجراحة.
جهاز التخدير موجود على رأس طاولة العمليات. يحتوي هذا الجهاز على أنابيب تتصل بالمريض لمساعدته على التنفس أثناء الجراحة، وشاشات مدمجة تساعد في التحكم في خليط الغازات في دائرة التنفس.
عربة التخدير بجوار هذا الجهاز تحتوي على الأدوية والمعدات والمستلزمات الأخرى التي قد يحتاجها طبيب التخدير.
يتم ترتيب الأدوات المعقمة بعناية المستخدمة أثناء الجراحة على طاولة من الفولاذ المقاوم للصدأ.
جهاز مراقبة إلكتروني (يسجل معدل ضربات القلب ومعدل التنفس عن طريق لاصقات توضع على صدر المريض).
يتم ربط جهاز قياس الأكسجسن النبضي بإصبع المريض بواسطة شريط مطاطي مساعد. يقيس كمية الأكسجين الموجودة في الدم.
آلة قياس ضغط الدم الآلية التي تقوم تلقائيًا بنفخ صفعة ضغط الدم الموجودة على ذراع المريض.
تستخدم آلة الكي الكهربائي إشارات كهربائية عالية التردد لكيّ أو إغلاق الأوعية الدموية ويمكن استخدامها أيضًا لقطع الأنسجة بأقل قدر من النزيف.
إذا تطلبت الجراحة، يمكن إحضار جهاز القلب والرئة أو غيرها من المعدات المتخصصة إلى الغرفة.
يتم أحيانًا وضع معدات إضافية محمولة لتطهير الهواء في غرفة العمليات.
يدعم التقدم التكنولوجي الآن غرف العمليات الهجينة، التي تدمج أنظمة التصوير التشخيصي مثل التصوير بالرنين المغناطيسي وقسطرة القلب في غرفة العمليات لمساعدة الجراحين في الإجراءات العصبية والقلبية المتخصصة.

## معدات الجراحين ومساعديهم
يرتدي الأشخاص في غرفة العمليات معدات الحماية الشخصية (PPE) للمساعدة في منع البكتيريا من إصابة الشق الجراحي. تتضمن معدات الوقاية الشخصية هذه ما يلي:
- يجب ارتداء غطاء واقي لتغطية الشعر.
- يجب وضع أقنعة على الجزء السفلي من الوجه لتغطية الفم والأنف مع الحد الأدنى من الفجوات لمنع استنشاق الأعمدة أو الميكروبات المحمولة جواً.
- يجب ارتداء ظلال أو نظارات فوق العيون، بما في ذلك النظارات الملونة المتخصصة للاستخدام مع أجهزة الليزر المختلفة. كما يمكن توصيل مصباح أمامي من الألياف الضوئية لمزيد من الرؤية.
- يجب ارتداء قفازات معقمة، والتي عادةً ما تكون خالية من اللاتكس بسبب حساسية اللاتكس التي تؤثر على بعض العاملين في مجال الرعاية الصحية والمرضى.
- يجب ارتداء العباءات الطويلة بحيث لا يقترب الجزء السفلي من الرداء من الأرض بأكثر من ست بوصات، كما يجب وضع أغطية واقية على الأحذية.[5]
- كان من المتوقع استخدام الأشعة السينية، يتم استخدام مآزر / أغطية الرقبة المصنوعة من الرصاص لمنع التعرض المفرط للإشعاع وحماية مستخدميه.
- يرتدي الجراح أيضًا نظارات خاصة تساعده على الرؤية بشكل أكثر وضوحًا. يجب على الممرض وطبيب التخدير المتنقل عدم ارتداء الثوب في غرفة العمليات لأنهما ليسا جزءًا من الفريق المعقم، كما يجب عليهما الحفاظ على مسافة 12-16 بوصة من أي جسم أو شخص أو حقل معقم.

## التاريخ

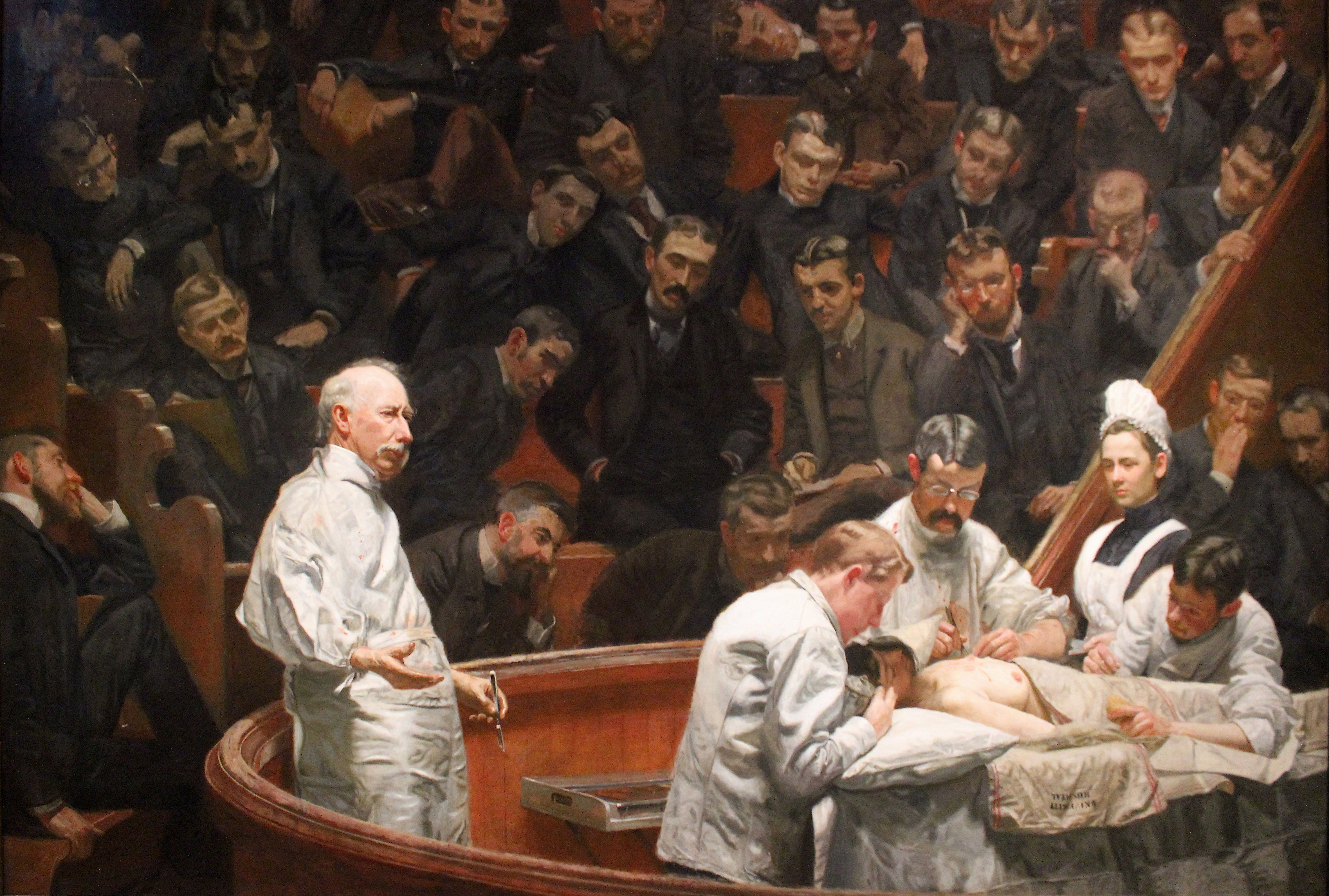
عيادة أجنيو، 1889، بقلم توماس إيكينز، تُظهر الترتيب المتدرج للمراقبين الذين يراقبون العملية.

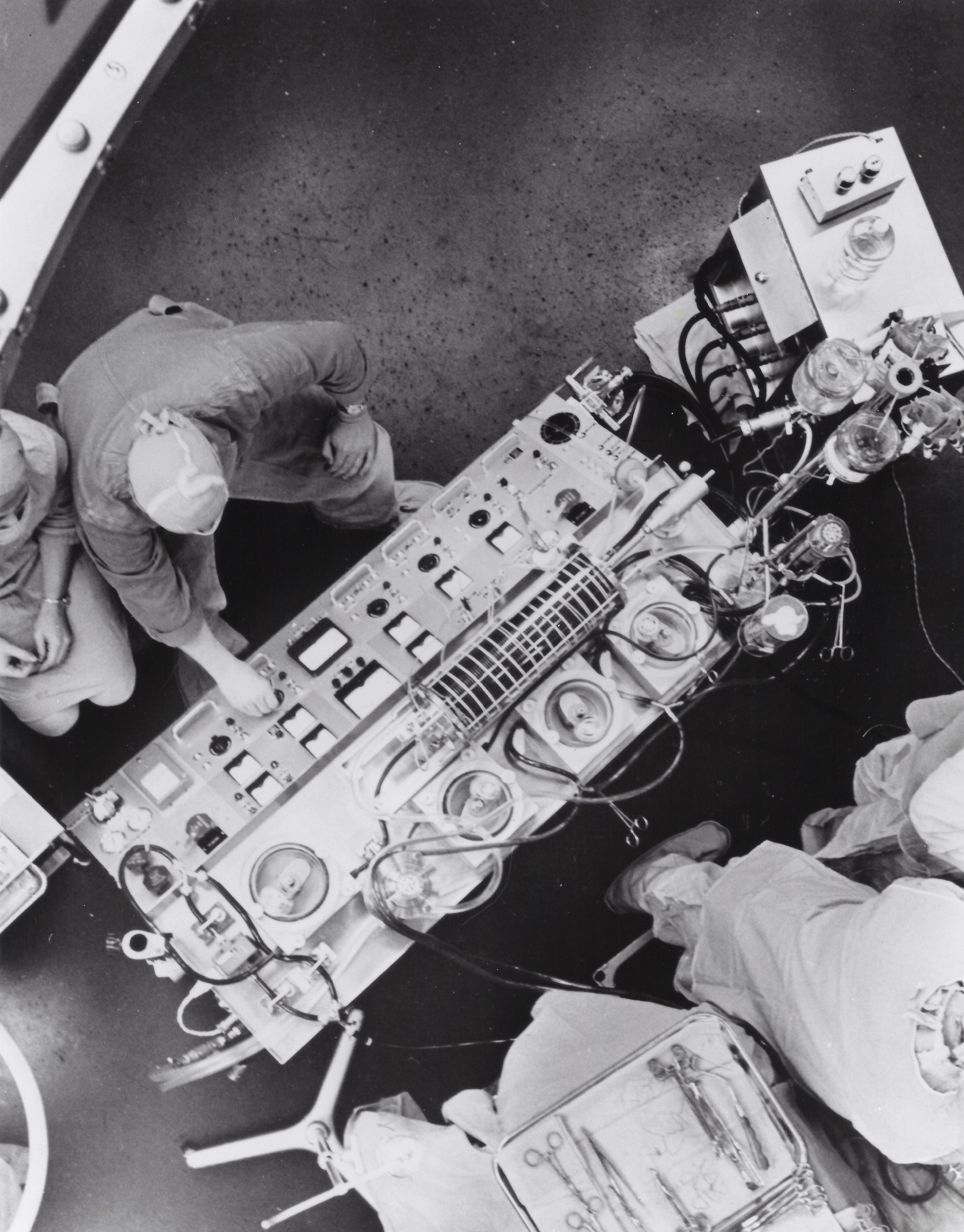
غرفة العمليات في الولايات المتحدة، ج. 1960. آلة القلب والرئة مع مكساج القرص الدوار

كانت غرف العمليات المبكرة في بيئة تعليمية تحتوي على طاولات أو كراسي مرتفعة في المركز لإجراء العمليات محاطة بطبقات شديدة الانحدار من الأكشاك الدائمة للطلاب والمتفرجين الآخرين لمراقبة تقدم الحالة. كان الجراحون يرتدون الملابس الاعتيادية مع مئزر لحمايتهم من بقع الدم، وكانوا يعملون بأيدي عارية بأدوات وإمدادات غير معقمة.[بحاجة لمصدر]

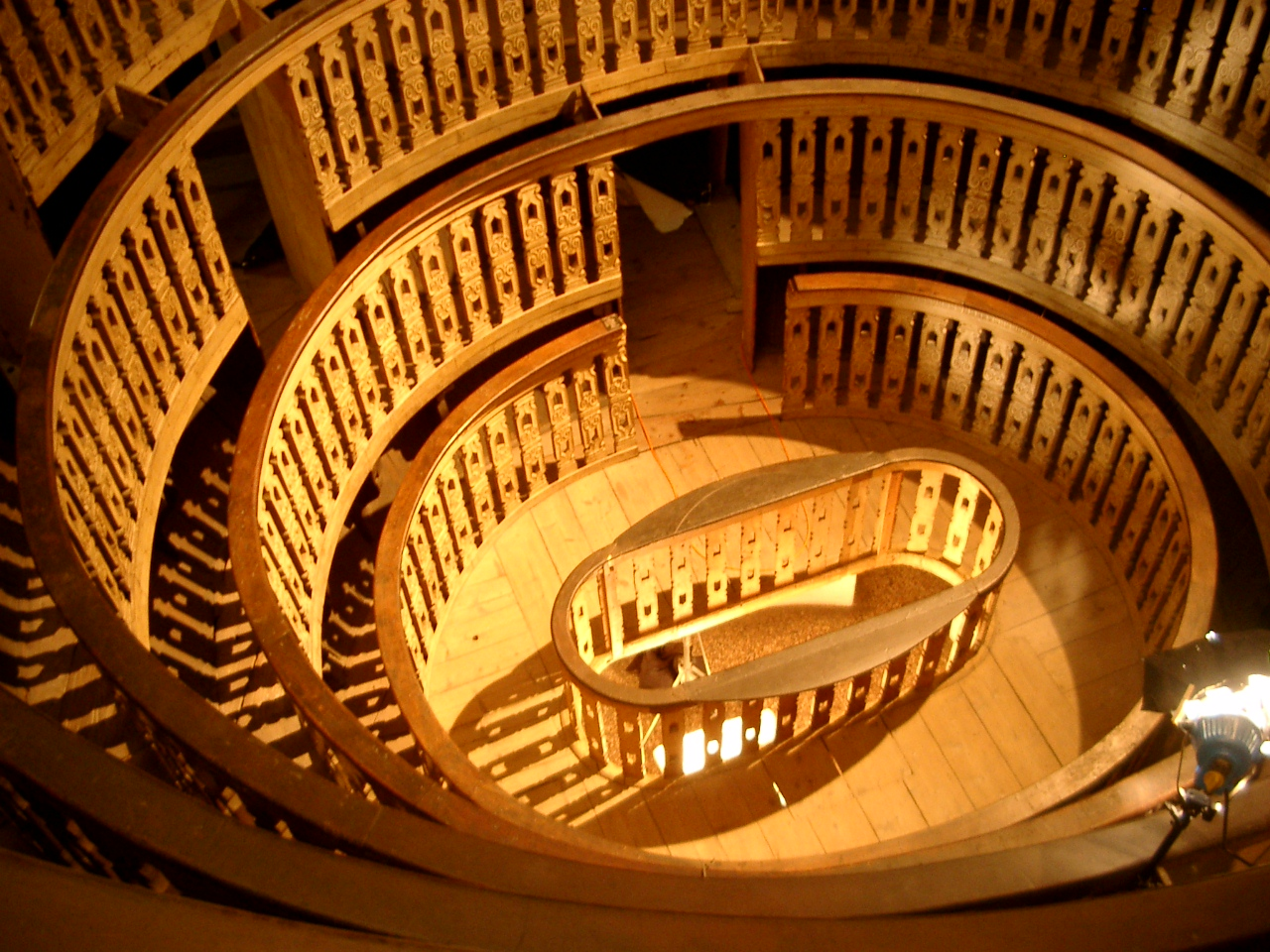
تضم جامعة بادوا أقدم مسرح تشريحي دائم في أوروبا، ويعود تاريخه إلى عام 1595. وقد تم استخدامه كقاعة محاضرات تشريحية حيث يعمل الأساتذة على الجثث فقط.

### غرف العمليات قديما

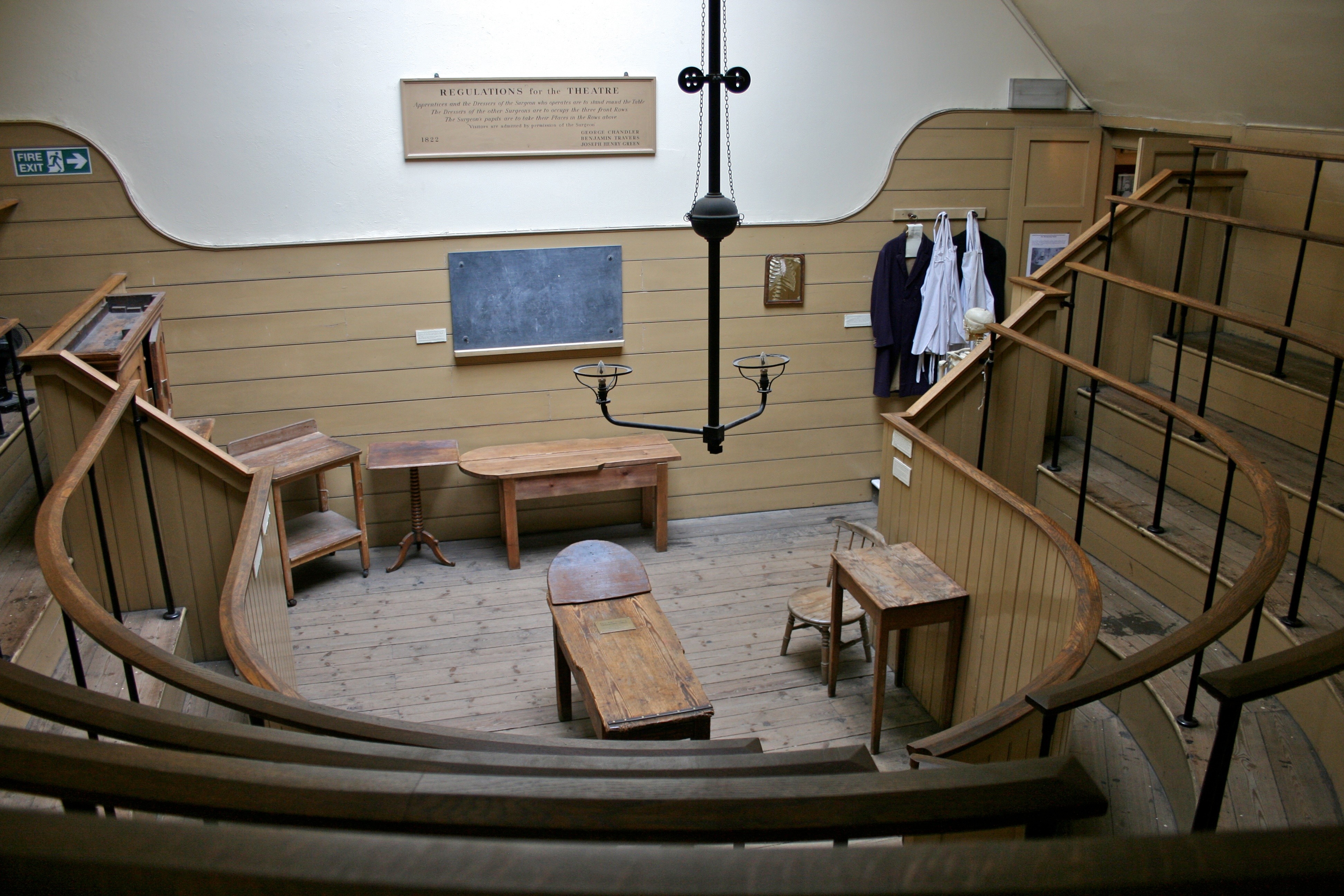
مسرح العمليات القديم في لندن

يُعتقد أن أقدم غرفة عمليات باقية هي غرفة العمليات التي يرجع تاريخها إلى عام 1804 في مستشفى بنسلفانيا في فيلادلفيا. لا تزال قبة الأثير التي يعود تاريخها إلى عام 1821 في مستشفى ماساتشوستس العام تُستخدم كقاعة محاضرات. غرفة عمليات أخرى باقية هي مسرح العمليات القديم في لندن. بنيت عام 1822، وهو الآن متحف لتاريخ الجراحة، بني المسرح التشريحي في جامعة بادوفا بإيطاليا داخل قصر بو واستخدام كقاعة محاضرات لطلاب الطب الذين لاحظوا كيفية تشريح الجثث، وقد كُلف بها عالم التشريح جيرولامو فابريزيو داأكوابيندينتي في عام 1595.